# Football Club Victoria Rosport
Maillots
Actualités
Le FC Victoria Rosport (FC Victoria Rouspert en luxembourgeois, forme raccourcie de Football Club Victoria Rouspert) est un club de football luxembourgeois, fondé le 1er octobre 1928 et basé à Rosport. Il évolue en BGL Ligue, la première division luxembourgeoise de football.
Fondé le 1er octobre 1928, le Football Club Victoria Rosport est pendant de longue années un club modeste des championnats amateurs au Luxembourg.
Il faut attendre 1987 pour voir le Victoria en Promotion d'Honneur. En 2002, terminant vice-champion de deuxième division, le club découvre pour la première de son histoire la Division Nationale, le plus haut échelon du football luxembourgeois. À la suite d'une 4e place en championnat en 2004-2005, le club se qualifie pour la Coupe Intertoto et participe donc pour la première fois de son histoire à une coupe européenne.
Atteignant les demi-finales de la Coupe du Luxembourg en 2006, c'est en 2008 que Rosport réalise sa meilleure performance en disputant la finale face au CS Grevenmacher.

## Historique

### Fondation et Seconde Guerre mondiale (1928 - 1945)
Le Football Club Victoria Rosport est fondé le 1er octobre 1928 et est rapidement admis à la Fédération luxembourgeoise de football dès 1930.
À l'issue de la saison 1937-1938, le club monte en 2.Division, le quatrième échelon du football luxembourgeois. À partir de 1940, le Luxembourg est annexé par les Allemands, le club est donc à l'arrêt et cesse d'exister durant l'entièreté de la Seconde Guerre mondiale. À la libération du Luxembourg, le FC Victoria Rosport est refondé dès 1945 sous son nom d'origine.

### Club modeste (1945 - 1999)
À l'issue de la saison 1960-1970, le FC Victoria Rosport monte pour la première fois de son histoire en 1.Division, le troisième échelon. En 1987, le Victoria atteint la Promotion d'Honneur jusqu'en 1999 où le club est relégué en 1.Division.

### Montée en puissance (1999 - 2008)
Redescendu en 1.Division, le club remonte directement à l'issue de la saison en Promotion d'Honneur.
En 2002, le club termine vice-champion de deuxième division et accède pour la première fois de toute son histoire au championnat de Division Nationale, le plus haut échelon du football luxembourgeois.
Lors de la saison 2004-2005, Rosport réalise la meilleure saison de son histoire en championnat, terminant à une spectaculaire 4e place, lui permettant d'être européen pour la première fois de son histoire la saison suivante.
En Coupe Intertoto, lors du 1er tour de la compétition, le club affronte les Suèdois du IFK Göteborg. Le stade du Victoria n'étant pas homologué pour des rencontres européennes, le club dispute son match « à domicile » sur un terrain neutre, au Stade Josy-Barthel, enceinte de l'équipe nationale du Luxembourg ainsi que du club du RFCU Luxembourg. Sur un score cumulé de cinq buts à deux, le FC Victoria Rosport sort par la petite porte de cette édition,.
Le club atteint en 2006 les demi-finales de la Coupe du Luxembourg, s'inclinant sur le plus petit des scores face à l'AS La Jeunesse d'Esch.
En 2008, le club réalise sa meilleure performance en Coupe du Luxembourg, atteignant la finale de cette dernière face au CS Grevenmacher malgré la lourde défaite quatre buts à un,. À la fin de cette saision, Rosport est relégué en Promotion d'Honneur suite à sa 13e place en championnat.

### Descente en deuxième division (2008 - 2014)
De retour en deuxième division, le club lutte systématiquement chaque saison pour la montée en BGL Ligue. À l'issue de la saison 2013-2014, le Victoria atteint son objectif en terminant champion de Promotion d'Honneur pour la première fois de son histoire,.

### Stabilité en BGL Ligue (depuis 2014)
De retour en BGL Ligue, le club termine à une honorable 6e place à l'issue de la saison 2014-2015.
En 2022-2023, le club atteint une nouvelle fois les demi-finales de la Coupe du Luxembourg, s'inclinant sur le score de un but à zéro face au FC Differdange 03 après avoir éliminé le F91 Dudelange en quarts de finale,,.

## Bilan sportif

### Palmarès
Le tableau suivant récapitule les performances du FC Victoria Rosport dans les différentes compétitions officielles luxembourgeoises.
| Compétitions nationales | Compétitions internationales                                                        |
| --- | ----------------------------------------------------------------------------------- |
| - BGL Ligue - Meilleure performance : 4e en 2005 - Coupe du Luxembourg - Finaliste : 2008 - Promotion d'Honneur - Champion : 2014 - Vice-champion : 2002 | Anciennes compétitions - Coupe Intertoto - Meilleure performance : 1er tour en 2005 |

### Bilan européen
Note : dans les résultats ci-dessous, le score du club est toujours donné en premier.
| Saison | Compétition     | Tour         | Club         | Domicile | Extérieur | Total |
| ------ | --------------- | ------------ | ------------ | -------- | --------- | ----- |
| 2005   | Coupe Intertoto | Premier tour | IFK Göteborg | 1 - 2    | 1 - 3     | 2 - 5 |

Légende
- Victoire ou qualification pour le tour suivant
- Match nul
- Défaite ou élimination de la compétition

## Effectif actuel
Le tableau ci-dessous liste l'effectif professionnel du FC Victoria Rosport pour la saison 2024-2025.